# Медаль Merentibus
Медаль Merentibus (Заслуженный) (пол. Medal Merentibus) — одна из старейших польских наград (с 1766 г.).
Учреждена последним королëм польским и великим князем литовским Станиславом Августом Понятовским в 1766 году для награждения за заслуги в области науки, культуры, изобретательства и развития промышленности и торговли.
Медаль изготавливалась из  золота, серебра и бронзы. На лицевой стороне медали в центральной её части помещено изображение бюста короля Станислава Августа Понятовского, окружëнное надписью с выступающими буквами на латинском языке: STANISLAUS AUGUSTUS DEI GRATIA REX POLONIAE MAGNUS DUX LITHUANIAE (Станислав Август Божьей милостью король Польши, великий князь Литвы). На оборотной стороне медали в центральной её части изображен лавровый венок, переплетенный ветвями дуба и лавра, над которым расположена надпись на латинском языке: MERENTIBUS (Заслуженный).